# Episodi di Disincanto (terza stagione)
La terza e ultima stagione della serie animata Disincanto, composta da 10 episodi, è stata interamente pubblicata su Netflix il 1º settembre 2023.
| nº | Codice di produzione | Titolo originale                          | Titolo italiano                 | Pubblicazione     |
| -- | -------------------- | ----------------------------------------- | ------------------------------- | ----------------- |
| 1  | 3DNT01               | Heads or Tails                            | Testa o croce                   | 1º settembre 2023 |
| 2  | 3DNT02               | Fish Out of Water                         | Un pesce fuor d'acqua           | 1º settembre 2023 |
| 3  | 3DNT03               | Electric Ladyland                         | Electric Ladyland               | 1º settembre 2023 |
| 4  | 3DNT04               | I Hear Your Noggin, But You Can't Come In | Hai perso la testa              | 1º settembre 2023 |
| 5  | 3DNT05               | Who Shot Elfo?                            | Chi ha sparato a Elfo?          | 1º settembre 2023 |
| 6  | 3DNT06               | The Stience of Homemade Lightning         | Lampi fatti in casa             | 1º settembre 2023 |
| 7  | 3DNT07               | Gimme Gimme Shock Treatment               | Dammi l'elettroshock            | 1º settembre 2023 |
| 8  | 3DNT08               | The Battle of Falling Water               | La battaglia dell'acqua cadente | 1º settembre 2023 |
| 9  | 3DNT09               | Darkness Falls                            | Scende l'oscurità               | 1º settembre 2023 |
| 10 | 3DNT10               | Goodbye Bean                              | Addio Bean                      | 1º settembre 2023 |